# Mary de Bohun
Mary de Bohun, född omkring 1369, död 4 juni 1394, var en engelsk prinsessa. Hon var gift med Henrik IV av England och mor till Henrik V, men var aldrig drottning då hon avled innan maken besteg tronen. 

## Biografi
Som dotter till Humphrey de Bohun, earl av Hereford, hade hon ett stort arv, och hennes äldre syster Eleanor, blev gift med Thomas av Woodstock. Thomas tvingade Mary att gå i kloster för att inte behöva dela hustruns arv med henne, men Mary kidnappades från klostret av sin blivande svärfar, prins Johan av Gent, som gifte bort henne med sin son. Mary gifte sig med Henrik, som då inte var nära tronen, 1380 eller 1381. 
Det var meningen att paret inte skulle fullborda äktenskapet förrän Mary var 16, men de hade i stället samlag vid 14 års ålder på eget initiativ. Det var på Monmouth, en av faderns egendomar, som hon födde sina första två söner, Edvard (som dog som spädbarn) och Henrik. Tre söner till och två döttrar föddes under åren fram till 1394, då hon dog under det sista barnets födelse, Filippa, som skulle komma att bli Erik av Pommerns drottning.

## Barn
1. Henrik V av England, 1387–1422
2. Thomas av Clarence
3. John av Bedford, 1389–1435
4. Humphrey av Gloucester, 1390–1347
5. Blanche av England, 1392–1409
6. Filippa av England, 1394–1430, gift med Erik av Pommern.